# Kladderadatsch

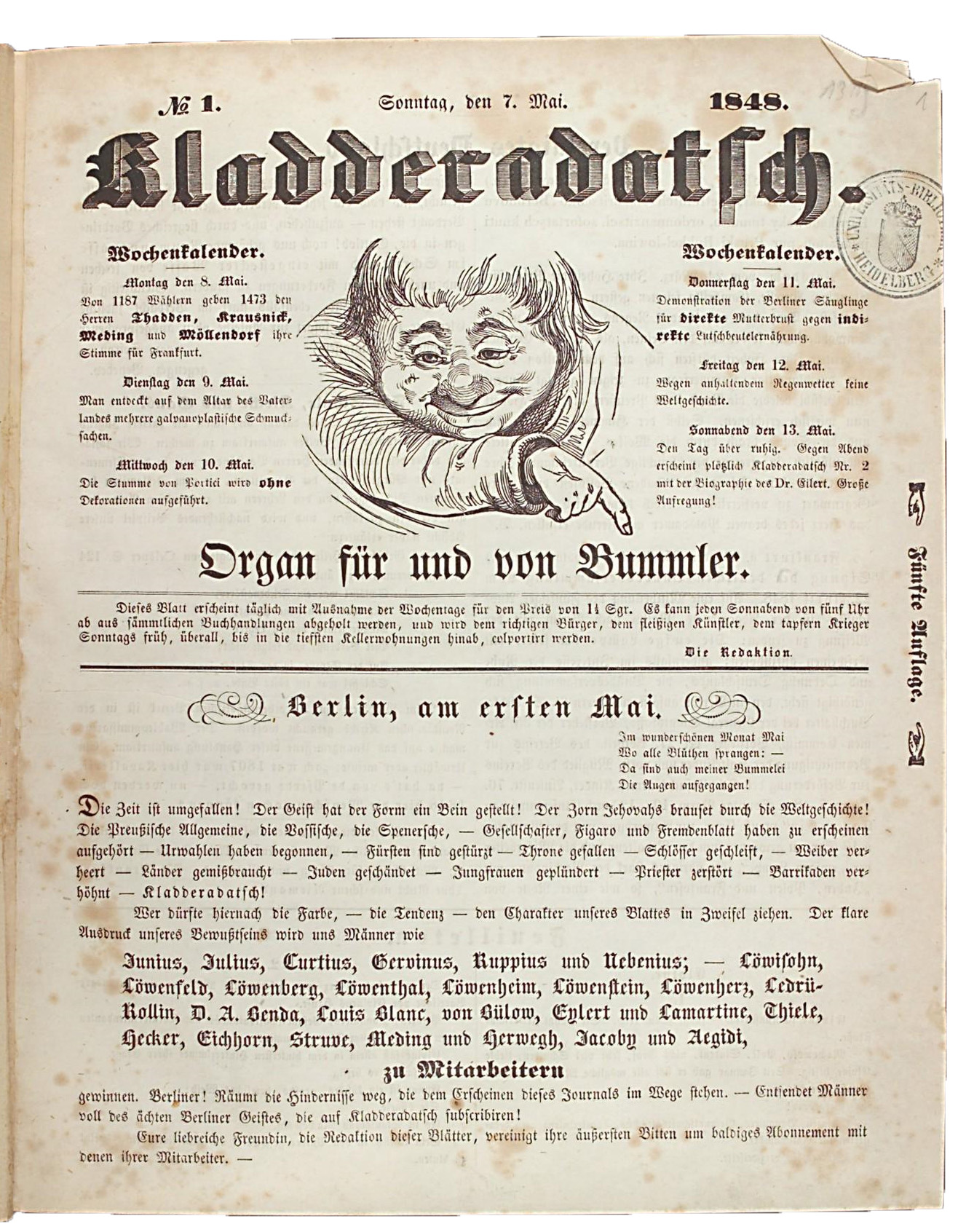
Primera portada del Kladderadatsch, del 7 de mayo de 1848.

Kladderadatsch fue un semanario alemán de sátira política editada en Berlín, que existió desde 1848 hasta 1944.
La publicación fue fundada por el humorista liberal David Kalisch, hijo de un comerciante judío y autor de varias comedias, mientras que el primer editor fue Heinrich Albert Hofmann. El primer número salió a la venta el 7 de mayo de 1848 con una tirada de 4.000 ejemplares, que se agotó por completo el primer día. Esa portada incluía un niño sonriente que se convirtió en símbolo distintivo.
La línea editorial de Kladderadatsch era favorable a la unidad alemana y crítica con algunas acciones del gobierno. Aunque estaba a favor de la libertad de expresión, era muy hostil al socialismo. Esto le hizo muy popular entre la creciente clase media germana y en ciudades como Berlín, donde la tirada superó los 50.000 ejemplares en 1872. Poco después dio su apoyo a las políticas de Otto von Bismarck mientras fue canciller.
A comienzos del siglo XX perdió cuota de mercado frente a otras publicaciones satíricas, como la socialdemócrata Der Wahre Jacob y la liberal Simplicissimus. Aunque intentó renovar su formato y una plantilla envejecida, dando mayor protagonismo a los historietistas, las ventas cayeron después de la Primera Guerra Mundial y en 1923 fue vendida a la compañía Stinnes.  
Durante la década de 1920 su línea editorial se hizo abiertamente conservadora, cercana en muchos aspectos a la extrema derecha, y muy crítica con los dirigentes de la República de Weimar y con los socialdemócratas. Por esa razón, Kladderadatsch empezó a defender a Adolf Hitler tras el Putsch de Múnich y a partir de 1930 apoyó por completo sus políticas. Las caricaturas de la revista también fueron cada vez más antisemitas y en apoyo de los intereses nacionalsocialistas.
En septiembre de 1933, Hermann Göring fue caricaturizado con toda clase de animales que respondían felices al saludo nazi, tras la aprobación de una ley que prohibía la vivisección.
El último número de Kladderadatsch se publicó en 1944. Todo su archivo está digitalizado y disponible en la biblioteca de la Universidad de Heidelberg.